# 광주동신여자중학교
광주동신여자중학교(光州東新女子中學校)는 대한민국 광주광역시 북구 풍향동에 있는 사립 중학교이다.

## 학교 연혁
- 1966년 4월 23일 : 학교 법인 동강학원 설립인가
- 1969년 2월 27일 : 광주동신여자중학교 설립인가(12학급)
- 1969년 2월 28일 : 광주 동신중, 여중에서 3학년 진급대상자 중 여학생만 받아 3학년을 편성
- 1969년 3월 1일 : 초대 이용의 교장 취임
- 1970년 2월 4일 : 제1회 졸업식 (졸업생 67명)
- 1970년 11월 26일 : 본교사 (5층 45개 교실) 및 부속건물 신축이전
- 1982년 4월 25일 : 본교사 신관 1동 (5층 15개 교실 증축)
- 2024년 1월 9일 : 제55회 졸업식 (졸업생 140명, 졸업생누계 23,805명)
- 2024년 3월 4일 : 제24대 김준호 교장 취임
- 2024년 3월 4일 : 제58회 입학식 (6학급 142명)

## 참고 자료
- 광주동신여자중학교 - 한국교육학술정보원 학교알리미